# Resolutie 399 Veiligheidsraad Verenigde Naties
Resolutie 399 van de Veiligheidsraad van de Verenigde Naties werd unaniem aangenomen op 1 december 1976, en beval Samoa aan voor VN-lidmaatschap.

## Achtergrond
Na de uitbraak van de Eerste Wereldoorlog, in augustus 1914, viel Nieuw-Zeeland Duits-Samoa binnen. Nieuw-Zeeland bleef de eilanden bezetten gedurende de rest van de oorlog. Na het Verdrag van Versailles kreeg het land een mandaat over de gebieden. Na de Tweede Wereldoorlog kreeg het ook een trustschap van de Verenigde Naties.
Samoa werd officieel onafhankelijk op 1 januari 1962, en was daarmee de eerste onafhankelijke Polynesische staat van de 20e eeuw.

## Inhoud
De Veiligheidsraad had de aanvraag van West-Samoa bestudeerd en beval de Algemene Vergadering aan om West-Samoa toe te laten als VN-lidstaat.

## Verwante resoluties
- Resolutie 394 Veiligheidsraad Verenigde Naties (Seychellen)
- Resolutie 397 Veiligheidsraad Verenigde Naties (Angola)
- Resolutie 412 Veiligheidsraad Verenigde Naties (Djibouti)
- Resolutie 413 Veiligheidsraad Verenigde Naties (Vietnam)

Lijst ·  385 ·  386 ·  387 ·  388 ·  389 ·  390 ·  391 ·  392 ·  393 ·  394 ·  395 ·  396 ·  397 ·  398 ·  399 ·  400 ·  401 ·  402